# Naklit
Naklit je vrsta Marsovih meteoritov ali SNC meteoritov. Spadajo v skupino ahondritov (kamniti meteoriti).

Doslej so našli samo 7 meteoritov te vrste. Prvi je bil meteorit, ki je padel leta 1911 v kraju El-Nakla blizu Aleksandrije v Egiptu. Imel je težo okoli 10 kg. Zadnji naklit so našli 15. decembra 2003 na Antarktiki.
Nakliti so magmatske kamnine, ki so bogate z avgitom. Nastali so pred približno 1,3 milijardami let iz bazaltne magme. Vsebujejo kristale avgita in olivina. Če njihovo starost primerjamo s starostjo nekaterih kraterjev na Marsu, bi lahko trdili, da so nakliti nastali ob kreiranju vulkanskih področij Tarsis, Elysium ali Syrtis Major
Dokazano je bilo, da so bili nakliti v tekoči vodi pred okoli 620 milijoni let. S površine Marsa so bili izvrženi pred 10,75 milijoni let zaradi padca asteroida, na Zemljo pa so padli pred 10.000 leti .